# Osterwaal

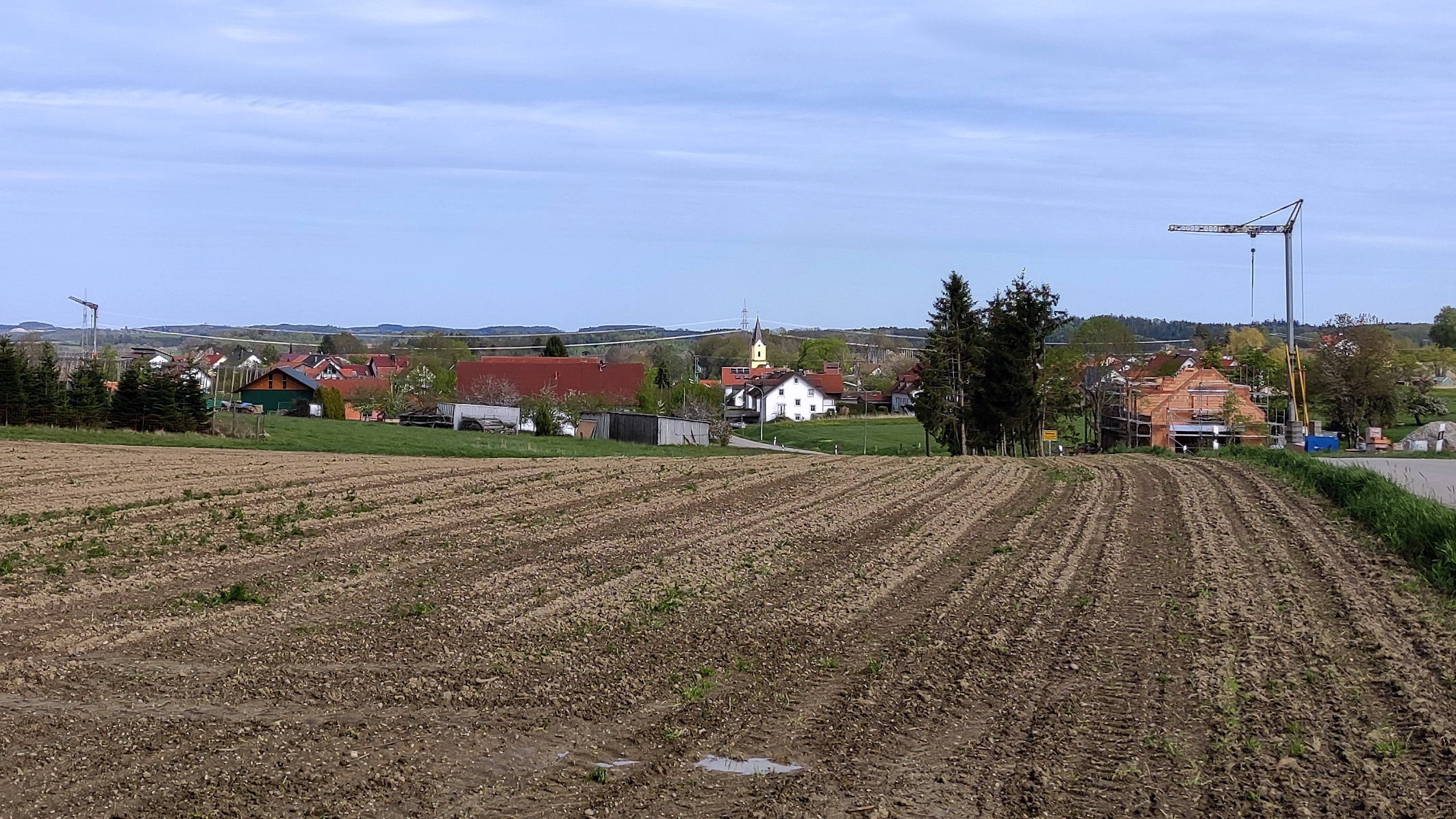
Ortsansicht von Osterwaal

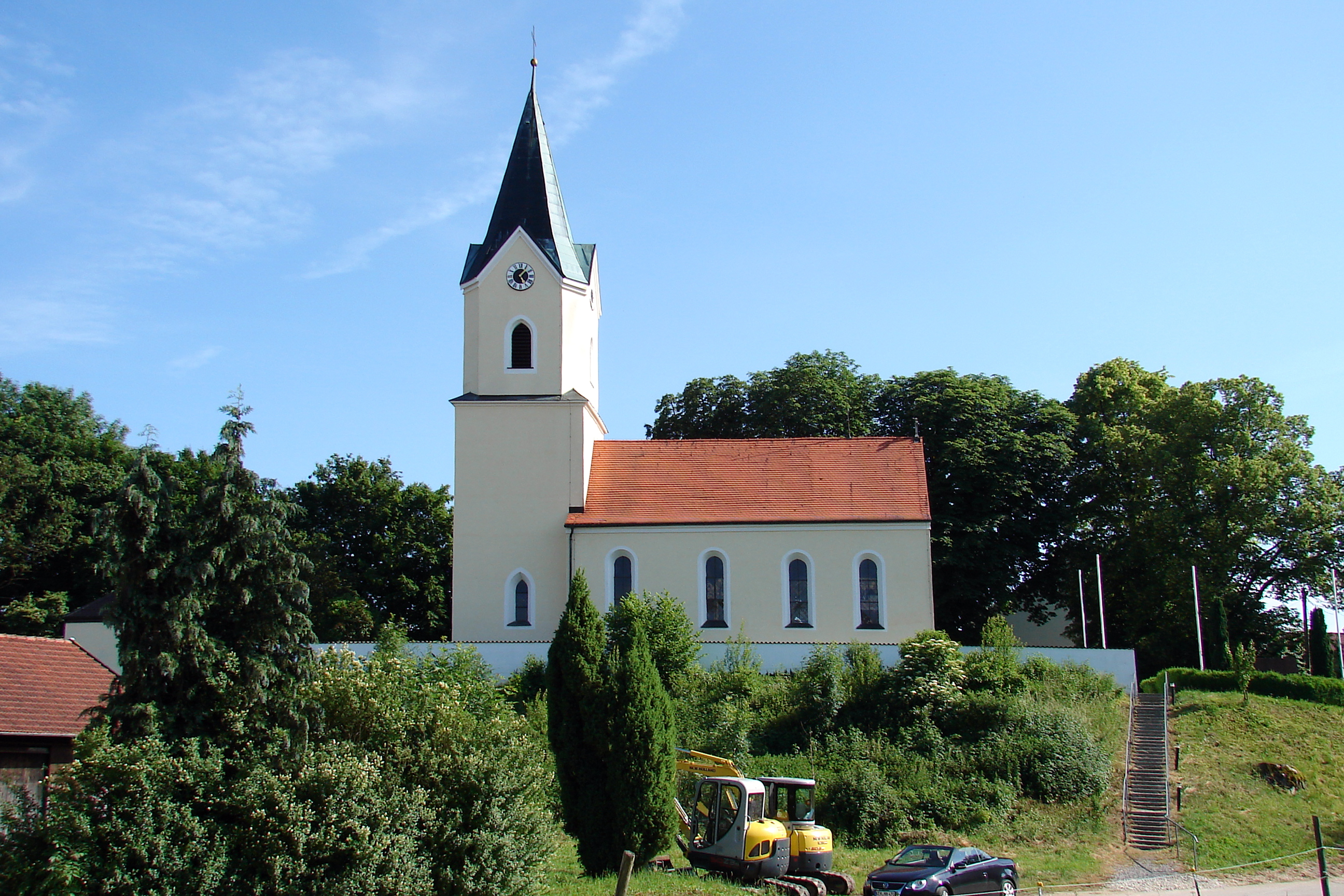
Pfarrkirche St. Bartholomäus in Osterwaal

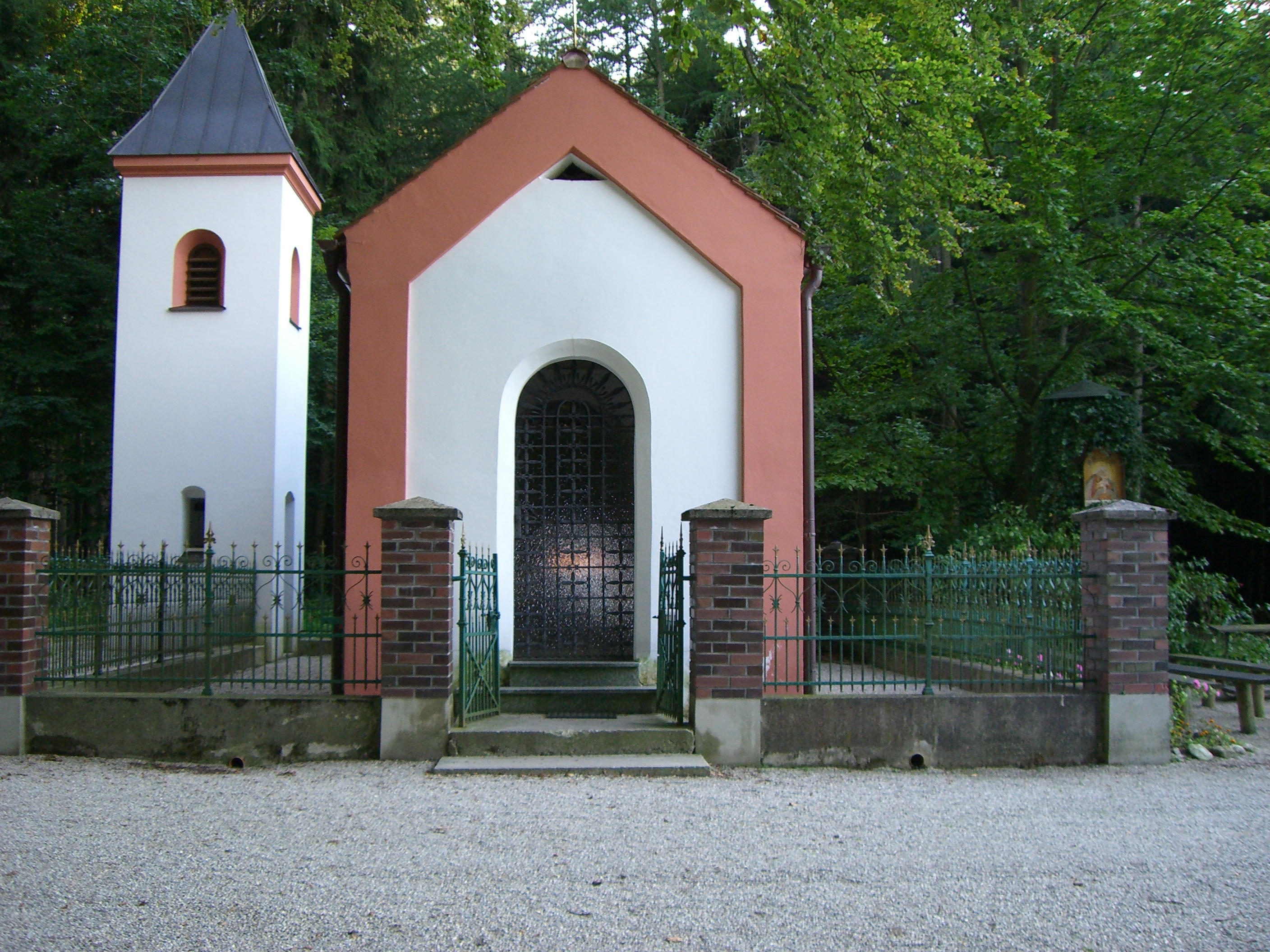
Maria-Hilf-Kapelle

Osterwaal ist ein Gemeindeteil des Marktes Au in der Hallertau in Oberbayern.

## Lage
Das Pfarrdorf liegt in der Hallertau, dem wichtigsten Hopfenanbaugebiet Deutschlands, und zählt 324 Einwohner.

## Geschichte
Zur 1818 mit dem Gemeindeedikt gegründeten Gemeinde Osterwaal gehörten die Siedlungen Haarbach, Kreiden, Hofen und Schausgrub. Am 1. Mai 1978 wurde die  Gemeinde in den Markt Au in der Hallertau eingegliedert.

## Wirtschaft und Infrastruktur
Der typische ländliche Charakter zeigt sich vor allem durch die zahlreichen umliegenden Hopfengärten im tertiären Hügelland. Osterwaal verfügt über eine kleine Anzahl von Gewerbebetrieben. Osterwaal hatte einen Haltepunkt an der heute stillgelegten Hallertauer Lokalbahn von Wolnzach Bahnhof nach Mainburg.

## Sehenswürdigkeiten
Die bekannteste Sehenswürdigkeit ist die Wallfahrtskapelle Maria Hilf, die auch über die Grenzen der Hallertau hinaus bekannt ist. Sie liegt in einem Waldstück bei Osterwaal/Haarbach an der Kreisverbindungsstraße von Au nach Wolnzach.